# Renato Santos
Renato Santos (ur. 5 października 1991 w Estarreja) – portugalski piłkarz występujący na pozycji pomocnika.